# 奴隷ジャッキー
奴隷ジャッキー（どれいジャッキー、男性、生年月日不詳 - 2013年11月3日）は、日本の漫画家。
主に成年向け漫画雑誌で活動した一方、全年齢向け作品には「どれえじゃっきぃ」や「つのはず壱郎」のペンネームを使用していた。

## 来歴
1997年頃より商業誌での活動を開始。過去にエンジェル出版『ANGEL倶楽部』で長く連載を持っていた。2010年時点ではコアマガジン『コミックメガストアH』、ワニマガジン社『快楽天ビースト』等に作品が掲載されている。
全年齢向けでは、2005年にメディアワークス『月刊コミック電撃大王』で初の一般誌での連載『錬金3級 まじかる?ぽか〜ん』（原作：がらくたはうす）を持つ。2007年には秋田書店『月刊ヤングチャンピオン烈』にて『危さん』を、2010年から2012年にかけて『月刊ドラゴンエイジ』にて『彼岸花の咲く夜に』（原作：竜騎士07、キャラクター原案：西E田）を連載した。
2013年11月3日、胃癌により死去。

## 作品リスト

### 単行本
成年向け作品
- 『超無敵魔法少女ラブリーくるくる』 海王社 〈海王社コミックス〉 1997年9月 ISBN 978-4-8772-4216-9
- 『プチプチLOVE』 シュベール出版 〈シュベールコミックス〉 2000年1月 ISBN 978-4-8833-2186-5
- 『凌辱回廊』 エンジェル出版 〈エンジェルコミックス〉 2000年8月 ISBN 978-4-8730-6073-6
- 『僕の天使がいる日常』 エンジェル出版 〈エンジェルコミックス〉 2001年11月 ISBN 978-4-8730-6120-7
- 『痴漢やま感大輪姦』 エンジェル出版 〈エンジェルコミックス〉 2002年7月 ISBN 978-4-8730-6145-0
- 『巴―ともえ』 エンジェル出版 〈エンジェルコミックス〉 2003年5月 ISBN 978-4-8730-6167-2
- 『A wish―たった一つの…を込めて』 エンジェル出版 〈エンジェルコミックス〉 2003年12月 ISBN 978-4-8730-6179-5
- 『×× in乳』 エンジェル出版 〈エンジェルコミックス〉 2004年11月 ISBN 978-4-8730-6200-6
- 『OPULL TOWN学園へようこそ!』 エンジェル出版 〈エンジェルコミックス〉 2005年8月 ISBN 978-4-8730-6217-4
- 『勇気を出してはぢめての…』 エンジェル出版 〈エンジェルコミックス〉 2006年3月 ISBN 978-4-8730-6233-4
- 『お姉（ね）がイイっ!』 コアマガジン 〈メガストアコミックス〉 2008年5月 ISBN 978-4-8625-2296-2
- 『しりある!』 ワニマガジン社 〈ワニマガジンコミックス〉 2009年1月 ISBN 978-4-8626-9074-6
- 『れっちゃら!』 コアマガジン 〈メガストアコミックス〉 2010年8月 ISBN 978-4-86252-854-4

どれえじゃっきぃ名義の全年齢向け作品
- 『錬金3級 まじかる?ぽか〜ん』 メディアワークス 〈電撃コミックス〉 2006年9月 ISBN 978-4-8402-3602-7 原作：がらくたはうす
- 『危さん』 秋田書店 〈ヤングチャンピオン烈コミックス〉 2008年8月 ISBN 978-4-2532-5543-1

つのはず壱郎名義の全年齢向け作品
- 彼岸花の咲く夜に（『月刊ドラゴンエイジ』、富士見書房、原作：竜騎士07）全6巻

### 単行本未収録作品
- 『へたれ魔女っ娘クウちゃんく〜〜o（><）o』（ANGEL倶楽部 2005年5月、6月、7月、9月、11月号）